# 65 українських шедеврів. Визнані й неявні
65 українських шедеврів. Визнані й неявні — книга есеїв української мистецтвознавиці Діани Клочко.

## Про книгу
Проєкт працює на створення альтернативної історії українського мистецтва, доповненої творами, які у ХХ столітті не вважались «канонічними» або «вартими уваги» з ідеологічних причин, представляючи суб'єктивний погляд на окремі твори, що зберігаються у музеях і приватних колекціях України. Саме тому і вибір, і опис, й інтерпретації включатимуть не стільки «лінійне» уявлення про те, як створювались 65 шедеврів скульптури, графіки і живопису, скільки широке поле європейських асоціацій. Мистецтвознавиця і лекторка, Діана Клочко представить свій канон і пояснення, чому саме ці твори мають таке значення для наших сучасників, чому усі вони — не сироти в стильовому розмаїтті, а свідки великих (хоч і не завжди відомих) інтелектуальних історій. 65 творів — як фундамент для першої півсотні есеїв, літературного жанру, що поки що не є добре представленим в українській арт-критиці.

## Зміст
Книга складається з п'яти розділів: «Згадати міф», «Серед своїх», «Французький слід», «Візіонери ідей», «Тонкий штрих».
У розділі «Французький слід», наприклад, представлені есеї про художників, які або зазнали у своїй творчості впливу французького мистецтва (Марія Башкирцева, Микола Глущенко), або творили у напрямках, характерних для французьких митців (Юрій Єгоров а-ля Поль Сезанн).
Розділ «Візіонери ідей» — про авангардистів: можна, зокрема, побачити, ранній (1902 рік) етюд Василя Кандинського, який зберігається в Одеському художньому музеї; одну з двох наявних в Україні картин Казимира Малевича (з Пархомівського художнього музею імені Панаса Луньова); раритетні ескізи костюмів від Олександри Екстер, Вадима Меллера, Олександра Хвостенка-Хвостова з Музею театрального, музичного та кіномистецтва України.

## Цитати
«Коли на обкладинку шукали назву цьому проекту, то зі словом „шедевр“ дійсно сумнівалися. І це мене ще раз укріпило в думці, що таки його треба винести на обкладинку. Чому? Тому що ідея книжки яка: українське мистецтво весь радянський період мистецтвознавці пристібали до російського мистецтва, воно було таким наче вагончиком. Другим, інколи третім, інколи четвертим, але завжди і наших митців, і те, що залишилося в наших музеях, завжди вважали деякими відображеннями процесів, які відбувалися в інших столицях».

## Нагороди
- переможець Премії ім. Юрія Шевельова за художню та наукову українську есеїстику в 2019 році;[3]
- переможець премії ЛітАкцент року — 2019 у номінації «літературознавство, есеїстика і художній репортаж».[4]